# Estadio Hristo Botev (Plovdiv)
El estadio Hristo Botev (en búlgaro: Стадион „Христо Ботев“) es un estadio de fútbol de la ciudad de Plovdiv, Bulgaria. El recinto, situado en el barrio de Kamenica, es utilizado por el PFC Botev Plovdiv para disputar sus partidos como local y tiene un aforo de 22 000 espectadores. Fue inaugurado el 14 de mayo de 1961 con un partido entre el Botev Plovdiv y el Steaua Bucureşti, y llamado originalmente Kolezha ("El Colegio"), nombre por el que todavía es conocido por este nombre por entre los aficionados debido a que a principios del siglo XX fue propiedad de un colegio católico.

## Historia
El estadio Hristo Botev fue construido en menos de dos años. Las obras de construcción comenzaron el 29 de julio de 1959 y las instalaciones deportivas fueron inauguradas oficialmente el 14 de mayo de 1961 con la celebración del partido amistoso entre el Botev Plovdiv y el Steaua Bucureşti (3-0) ante la presencia del viceministro de Defensa.
El récord de asistencia fue el 27 de febrero de 1963 con 40 000 espectadores en un partido de Recopa de Europa entre el Botev Plovdiv y el Atlético de Madrid (1-1). El partido de liga con mayor afluencia de público fue ante el Levski Sofía (0:1) en 1966, con 37 000 espectadores. Debido a los disturbios antes de ese partido y la invasión del público en el terreno de juego, el club, a instancia de la Federación búlgara, tuvo que disputar los partidos contra los grandes clubes de Bulgaria en el estadio de Plovdiv.
En 1993, bajo la presidencia de Danoff, el estadio se sometió a una amplia renovación. Los vestuarios para los equipos visitantes se trasladaron a la parte oriental del estadio. Cavaron un túnel entre el "Sector Norte" y la "Tribuna Este" y se redujo el aforo tras la instalación de asientos de plástico. En 1995 se colocó la iluminación eléctrica.